# ブライアン・カラスコ
ブライアン・パウル・カラスコ・サントス（Bryan Paul Carrasco Santos, 1991年1月31日 - ）は、チリ・サンティアゴ出身のサッカー選手。ティブロネス・ロホス・デ・ベラクルス所属。ポジションはDF。

## 経歴
2001年からチリのアウダックス・イタリアーノのユースチームでキャリアをスタートさせ、2009年にトップチームに昇格した。9月18日、CDウアチパト戦でデビューを果たした。

## 代表歴
チリ代表として、2011年1月、2011 南米ユース選手権に出場し3ゴールを挙げる活躍をした。

## 所属クラブ
- アウダックス・イタリアーノ 2009-2018

→  NKディナモ・ザグレブ 2012 （期限付き移籍）
- ティブロネス・ロホス・デ・ベラクルス 2018-